# 広瀬彩海
広瀬 彩海（ひろせ あやか、本名・廣瀬 彩海〈読み同じ〉、1999年8月4日 - ）は、日本の歌手、女優、YouTuber、振付師、元アイドルで、女性ダンスチーム『team445』のメンバー、また、ハロー!プロジェクトに所属していた『こぶしファクトリー』の全活動期（2015年 - 2020年）のメンバーおよびリーダー。公式ニックネームはあやぱん。こぶしファクトリー時代のメンバーカラーはターコイズ。
神奈川県出身。血液型はO型。身長は156 cm。同グループおよびハロー!プロジェクトのメンバーとして活動をしていた期間の所属事務所はアップフロントプロモーション。

## 略歴
2011年
- 10月、NICE GIRL プロジェクト!研修生として活動を開始[3]。

2012年
- 9月、「モーニング娘。11期メンバー『スッピン歌姫』オーディション」に参加するも、3次審査で落選[4]。

2014年
- 5月11日、TOKYO DOME CITY HALLにて開催されたpetit miladyファーストライブ『キュートでポップなトゥインクル戦士☆プチミレディ』に、ニセミレディとして参加。
- 8月29日、さいたまスーパーアリーナにて開催された『Animelo Summer Live 2014 -ONENESS-』に、petit miladyのバックダンサー「HANIWA DANCERS」として参加。
- 11月、ハロプロ研修生に加入[3]。
- 11月29日、Zepp Nagoyaにて開催された『ハロプロ研修生発表会2014 〜11月・12月の生タマゴShow!〜』昼公演にて、浅倉樹々、小野田紗栞、小片リサ、橋本渚、堀江葵月、島野萌々子、谷本安美、井上玲音と共にハロプロ研修生として初お披露目。

2015年
- 1月2日、ハロー!プロジェクトのコンサートツアー『Hello! Project 2015 WINTER』中野サンプラザ公演にて新ユニット（同年2月25日に「こぶしファクトリー」と命名）の結成が発表され、そのメンバーとなる[5]。
- 3月8日、こぶしファクトリーのリーダーに就任したことを発表[6]。
- 6月3日公開の『ハロ!ステ#120』にてメンバーカラーが「ターコイズ」であることを発表[動画 1]。
- 9月2日、シングル『ドスコイ!ケンキョにダイタン/ラーメン大好き小泉さんの唄/念には念（念入りVer.）』でこぶしファクトリーとしてメジャーデビュー[7]。

2020年
- 1月8日、同年3月30日をもってこぶしファクトリーが解散すること、また、ハロー!プロジェクトも卒業し芸能活動は継続することを発表[8]。なお、広瀬は同グループ卒業、ならびにハロー!プロジェクト卒業後は所属事務所との専属契約を終了し、フリーランスとして芸能活動を継続する[9]。
- 3月30日、東京ドームシティホールにて開催された無観客ライブ『こぶしファクトリー ライブ2020 〜The Final Ring!〜』をもってこぶしファクトリーが解散し、ハロー!プロジェクトを卒業した。
- 4月1日、Twitterを開始し、音楽大学に入学したことを報告[10]。
- 4月8日、Instagramを開始[11]。
- 9月2日、noteでブログを開始[12]。
- 11月14日、YouTubeチャンネル『広瀬彩海official』を開設[動画 2]。
- 12月15日、AKIBAカルチャーズ劇場にて『広瀬彩海 First LIVE「彩海 ｰsaikaiｰ」』を開催[13]。このライブで自身作詞・作曲によるオリジナル曲「声の限り」を初披露[動画 3]。

2025年
- 1月19日、女性ダンスチーム『team445』の新メンバーとして加入することが同チームのYouTubeチャンネルで発表された[動画 4]。

## 人物
- 「彩海」という名前は「海も彩れるような明るくて元気で、皆から愛される子になって欲しい」という思いから付けられた、というのは後付けの由来で、生まれた年に流行っていた名前である「あやか」にしたいということから、画数で決めた字を無理やり読ませている[14]。
- 野球好きで、読売ジャイアンツのファンを公言している。多いときは年間で20 - 30試合観戦していた[15]。好きな選手は高橋由伸[16][17]。
- 自称ハロプロ一の読書家[14]。幼い頃から本好きであり、多いときは月に40 - 50冊読む[18][19]。
- アイドルになる以前、将来の夢は塾の先生だったが、現在の活動を通して自分の言葉を文字にすることが好きだと気づき、現在は文学の道に進みたいと考えている[20]。
- 初めはダンスを習っていたが、安室奈美恵に憧れて歌のレッスンを始め、さらに大好きな漫画『極上!!めちゃモテ委員長』がアニメ化されて主人公の声をやっていた小川真奈（キャナァーリ倶楽部）に憧れるようになり、小川が所属するNICE GIRL プロジェクト!のオーディションを受けて研修生（ナイスガールトレイニー）となった[3][18][21]。そして先輩のTHE ポッシボー（後のチャオ ベッラ チンクエッティ）やハロー!プロジェクトのメンバーを見ているうちに、アイドルとして頑張っていきたい気持ちが強くなっていった[3]。
- 憧れの先輩はチャオ ベッラ チンクエッティ。いつか諸塚香奈実（メンバーカラーは青）のようなアイドル、人間になりたいという願いを込めて、まっさらな白から青に向かっていくという意味で、ハロー!プロジェクトに入る前から水色（アクアブルー）を自分のメンバーカラーに選んでいた[22]。
- ハロー!プロジェクトで目標としている先輩に後藤真希・松浦亜弥・福田花音（元アンジュルム）、憧れの先輩にRuRu（太陽とシスコムーン）を挙げている[14]。
- こぶしファクトリー内のライバルとして井上玲音を、他のグループのライバルとしてつばきファクトリーの小片リサを、他に気になるメンバーとしてモーニング娘。/カントリー・ガールズの森戸知沙希を挙げている[3]。
- ハロー!プロジェクトで仲の良いメンバーに元アンジュルムの中西香菜を挙げており、中西の方が先輩にあたるが広瀬は中西のことを「かななん」と呼んでいる[20][23]。
- こぶしファクトリーで一番好きな楽曲に「辛夷の花」、またハロー!プロジェクト全体では、℃-uteの「私立共学」とモーニング娘。の「INDIGO BLUE LOVE」を挙げている[24]。

## 作品

### 映像作品
- Greeting〜広瀬彩海・井上玲音〜（2016年9月15日、UP-FRONT WORKS）[25][動画 5]

## 出演

### ライブ・コンサート

#### ハロプロ研修生
- ハロプロ研修生 発表会2014〜11・12月の生タマゴShow!〜（2014年11月29日・12月6日・29日、Zepp Nagoya・Zepp Tokyo・森ノ宮ピロティホール）[26]

#### ソロライブ
- 広瀬彩海 First LIVE「彩海 ｰsaikaiｰ」（2020年12月15日、AKIBAカルチャーズ劇場）[13]
- 広瀬彩海 2nd Live ～Sea through～（2023年4月23日、LOFT9 Shibuya）
- 広瀬彩海 3rd Live ～colouration～（2024年3月20日、LOFT HEAVEN）
- 広瀬彩海 BIRTHDAY EVENT 2024 ～Seaside Festa～ Vol.1（2024年8月8日、下北沢Laguna）

#### 主催ライブ
- 広瀬彩海presents『彩-Aya-Live』vol.1（2022年2月4日、新宿SAMURAI）
- 広瀬彩海presents『彩-Aya-Live』vol.2（2022年3月15日、SHIBUYA TAKE OFF 7）
- 広瀬彩海presents『彩-Aya-Live』vol.3（2022年4月17日、#chord_）
- 広瀬彩海presents『彩-Aya-Live』vol.4（2022年5月5日、SHIBUYA TAKE OFF 7）
- 広瀬彩海presents『彩-Aya-Live』vol.5（2022年6月4日、#chord_）
- 広瀬彩海presents『彩-Aya-Live』vol.6（2022年7月23日、代々木バーバラ）
- 広瀬彩海presents『彩-Aya-Live』vol.7 あやぱんお誕生日SP（2022年8月29日、SHIBUYA TAKE OFF 7）
- 広瀬彩海presents『彩-Aya-Live』vol.8（2022年9月26日、SHIBUYA TAKE OFF 7）
- 広瀬彩海presents『彩-Aya-Live』final（2023年1月22日、#chord_）

#### 出演ライブ
- 乙女エトワール×広瀬彩海 2マンライブ（2021年2月23日、SHIBUYA TAKE OFF 7）
- 乙女エトワール主催 《おとエト♡平日対バン☆彡》（2021年4月19日、池袋 LIVE INN ROSA）
- ナギサワカリン、広瀬彩海2マンライブ 「Rainy baby blue」～雨に打たれて帰るわ～（2021年6月6日、LOFT9 Shibuya）
- 乙女エトワール主催 定期公演（2021年8月5日、原宿ストロボカフェ）
- おと小企画LIVE（2021年9月26日、#chord_）
- ナギサワカリン、広瀬彩海、野元空3マンライブ「Rainy baby blue～雨に打たれて帰るわ～」Vol.2（2021年10月2日、LOFT9 Shibuya）
- Gothic×Luck Xmas LIVE 2021（2021年12月4日、CLUB CITTA’） - 昼公演ゲスト
- 乙女エトワール佐倉百音卒業LIVE（2022年1月10日、SHIBUYA TAKE OFF 7）
- ナギサワカリン、広瀬彩海、野元空3マンライブ「Rainy baby blue～雨に打たれて帰るわ～」Vol.3（2022年3月5日、LOFT9 Shibuya）
- 乙女エトワール「ナギサワカリン」卒業LIVE（2022年6月11日、グレースバリ池袋本店）
- ナギサワカリン、広瀬彩海、野元空3マンライブ「Rainy baby blue～雨に打たれて帰るわ～」Vol.4（2022年10月23日、LOFT9 Shibuya）
- 異世界転生したら大恐竜時代でオワタ。presents【オワジュラライブ-vol.1】（2023年5月13日、SHIBUYA TAKE OFF 7）
- ナギサワカリン、広瀬彩海、野元空3マンライブ「Rainy baby blue～雨に打たれて帰るわ～」最終回（2023年7月9日、LOFT HEAVEN）
- MECHAPOP! vol.3 - ライブゲスト（2024年2月11日、shibuya JUMP）
- young buds, never have time Vol.1（2024年5月11日、LIVE GARAGE Adm）
- #MANYAFES - ライブゲスト（2024年6月16日、GARRET udagawa）
- クリームソーダがおいしいライブハウスでお歌を楽しむ会（2024年8月24日、LOFT9 Shibuya）
- Rainy baby blue～雨に打たれて帰るわ～（2025年3月1日、LOFT9 Shibuya）
- クリームソーダがおいしいライブハウスでお歌を楽しむ会 vol.2（2025年5月22日、LOFT9 Shibuya）
- 白乃リナ生誕'25♡FINAL 1部「アイドルとコラボ編」 - ライブゲスト（2025年4月23日、表参道GROUND）

### 舞台
- 演劇女子部 ミュージカル「Week End Survivor」（2015年3月26日 - 4月5日、シアターグリーン BIG TREE THEATER）[27] - ユウト 役[28]
- 全労済ホール/スペース・ゼロ提携公演 舞台｢JKニンジャガールズ｣（2017年2月23日 - 3月4日、全労済ホール/スペース・ゼロ）[29][30] - 石川ラブリ 役
- 演劇女子部「リボーン〜13人の魂は神様の夢を見る〜」（2019年11月14日 - 24日、こくみん共済 coop ホール／スペース・ゼロ） - 閻魔様 役
- 爆走おとな小学生 第十一回課外授業 『春の陽だまりの如し』（2020年9月25日 - 27日、シアター1010） - ヒロイン・牡丹 役
- READING LIVE DREAM ～2020 in October～ 朗読劇『夢の行方』（2020年10月9日・12日・14日・15日・18日、ウッディシアター中目黒） - 桃瀬 役
- 爆走おとな小学生 第一回PTA会議『パニッシュメントクレイン』（2020年10月29日・11月1日、アトリエファンファーレ高円寺） - Special Guest・廣瀬さん 役
- 夢と希望のプロジェクト～vol.1～ 朗読劇『ブライトアットナイト』（2020年11月10日・12日・13日、上野ストアハウス） - 主演・まる子 役
- 爆走おとな小学生 第十四回全校集会 『初等教育ロイヤル(白組)』（2020年12月25日 - 27日、COOL JAPAN PARK OSAKA TTホール / 1月7日、シアター1010〈無観客・収録配信〉） - 橋本さん 役
- 私の道しるべプロジェクトVol.1 （2021年2月7日、サンモールスタジオ） - 日替わりゲスト・ナビゲーター
- 爆走おとな小学生 第十二回課外授業『コトバノコトバ』（2021年3月17日 - 21日、シアターサンモール） - マーサ 役
- 私の道しるべプロジェクトVol.2 朗読劇『描き続ける白紙の先へ』（2021年4月9日 - 11日、シアター風姿花伝） - あいか 役
- 爆走おとな小学生 第十六回全校集会『サイキック学園～青春超能力バトル～』（2021年5月12日 - 16日、こくみん共済 coop ホール／スペース・ゼロ / 5月22日・23日、石川県こまつ芸術劇場うらら） - クラス委員長 役
- ソフトボイルド Theater-2『ミッション・イン東京物語』（2021年6月25日、CBGKシブゲキ!!） - 日替わりゲスト
- ソフトボイルド Theater-3『ゴールデン街の片隅で』（2021年8月22日、シアターサンモール） - 日替わりゲスト
- 爆走おとな小学生 -山田裕太引退記念授業-『漢のピリオド.～The Last Stage～』（2021年9月16日 - 20日、CBGKシブゲキ!!） - マリリン・モンロー 役
- ソフトボイルド Theater-4『カルテットルーム』［ルーム 2］（2021年10月21日・22日・24日、中目黒キンケロ・シアター） - 小嶋真奈美 役
- 五反田タイガー10th Stage『Casket～深海から見える星～』（2021年11月10日 - 14日、草月ホール） - イカ 役
- 劇団 SUPER TAICHIMON ver.1 『どりーむぼっくす』（2021年12月7日 - 12日、アトリエファンファーレ高円寺） - マロン 役
- ソフトボイルド Theater-6『戦国送球～バトルボールズ～』（2022年2月23日 - 27日、CBGKシブゲキ!!） - 小松姫 役
- ソフトボイルド Theater-7『戦国送球～バトルボールズ～第二次真田合戦』（2022年4月6日 - 10日、シアター1010） - 小松姫 役
- 劇団皇帝ケチャップ 第13回本公演『選ばれるのはいつだって一人なんだから』（2022年5月11日 - 15日、シアターKASSAI） - 瀬戸島瑠香 役
- 爆走おとな小学生 第十七回全校集会 『戦国送球～バトルガールズ～』（2022年5月25日 - 29日、こくみん共済 coop ホール／スペース・ゼロ） - 武田道子 役
- ソフトボイルド Theater-8『戦国送球～バトルボールズ外伝～天上天下唯我独尊』（2022年6月24日、シアターサンモール） - 日替わりゲスト・魔苦怒奈流怒 役
- 爆走おとな小学生 第十八回全校集会『舞踏戦士オドルンZファイター』（2022年9月16日 - 19日、シアターGロッソ） - 小池秘書 役
- 日永の裏庭にて、綴る。-Urara Hinaga Produce Vol.1- 朗読劇『ネガイバナ』（2022年11月15日 - 20日、シアターグリーン BOX in BOX THEATER） - クロネ 役
- 恐竜擬人化プロジェクト-オワジュラ-転生第一弾 朗読劇『異世界転生したら大恐竜時代でオワタ。～ジュラ紀で絶望編～』（2023年3月3日、参宮橋トランスミッション） - ティラノっぴ 役
- ソフトボイルド Theater-13『戦国送球～バトルボールズ～大阪冬の陣』（2023年3月29日 – 4月2日、シアター1010） - 小松姫 役

### イベント
- 第二回アイアム野田映画祭（2020年10月31日、座・高円寺2） - 審査員[動画 6]
- 爆走おとな小学生 授業参観-2020年11月号- 春の陽だまりSP（2020年11月8日、SHIBUYA TAKE OFF 7）
- 爆走おとな小学生 授業参観-2021年2月号-（2021年2月23日、SHIBUYA TAKE OFF 7）
- 爆走おとな小学生 授業参観-2021年3月号-（2021年3月23日、SHIBUYA TAKE OFF 7）
- 爆走おとな小学生 授業参観-2021年4月号-（2021年4月19日、池袋 LIVE INN ROSA）
- 爆走おとな小学生 ～おとな小学生6周年イベント～（2021年7月6日、WOMB）
- “南波一海のヒアヒア” –広瀬彩海さんの場合-（2021年7月10日、LOFT9 Shibuya）
- でか美祭2021 8月8日はぱいぱいの日（2021年8月8日、TSUTAYA O-EAST）
- ソフボ祭Vol.3- ～ゴールデン街の片隅で～（2021年9月3日・4日、SHIBUYA TAKE OFF 7）
- ソフトボイルド後夜祭『カルテットルーム』（2021年10月24日、スペースマーケット会議室 渋谷宮益坂店）
- ソフボ祭Vol.5- ～カルテットルーム～（2021年11月3日、SHIBUYA TAKE OFF 7）
- ソフボ祭Vol.7～ソフトボイルド結成1周年-2021年感謝祭-～（2021年12月31日、新中野ワニズホール）
- ナギサワカリン全店舗ロフトツアー #番外編 ～アフタートークをつまみにパリィしよう～（2022年1月11日、LOFT / PLUS ONE）
- ソフボ祭Vol.9-～戦国送球バトルボールズ～（2022年3月5日、SHIBUYA TAKE OFF 7）
- ソフボ祭Vol.10-戦国送球～バトルボールズ～第二次真田合戦（2022年4月16日、SHIBUYA TAKE OFF 7）
- 五反田タイガー45thイベント ～タイガースポーツ王決定戦♡～（2022年6月12日、SoyLatte STUDIO）
- 爆走おとな小学生 ～おとな小学生7周年イベント～（2022年7月7日、WOMB）
- 広瀬彩海 Birthday Live 2022 ～Long time no sea!!～（2022年8月7日、LOFT9 Shibuya）
- でか美祭2022～8月8日はでか美ちゃんINFINITY∞～（2022年8月8日、Sportify O-EAST）
- 爆走おとな小学生 授業参観-2022年10月号- オドルンZファイター後夜祭（2022年10月1日、SHIBUYA TAKE OFF 7）
- 石原美沙紀-Birthday-ぱ～てぃ（2022年10月1日、SHIBUYA TAKE OFF 7）
- 広山楓生誕祭2022～やりたいことぜんぶやっちゃおう！～（2022年10月22日、WALLOP 3F WAROS STUDIO）- Special Guest
- ソフボ祭Vol.13-ソフボ結成２周年記念イベント！～「ハードボイルドな世の中だけど、みんなで楽しく面白いことやろーぜ!!」をモットーに舞台、演劇活動を行うクリエイティブユニット（表現者団体）である。by Wikipedia～（2023年1月6日、SHIBUYA TAKE OFF 7）
- 浜浦彩乃ソロイベント2023 ～With You Valentine～（2023年2月23日、カラオケまねきねこ渋谷本店） - シークレットゲスト
- 第1回　オワタ。祭り（2023年4月16日、SHIBUYA TAKE OFF 7）
- 広瀬彩海 2nd Live 直前トークイベント ～しーするー～（2023年4月23日、LOFT9 Shibuya）
- ソフボ祭Vol.15 燃やせ俺たちの芝居人生 part-2～全ソフトボーラーが泣いたあの名作がついに完結、涙なしにこの感動は語れない～（2023年6月17日、#chord_）
- 広瀬彩海のハッピールーム ～001号室～（2023年6月18日、Naked Loft Yokohama）
- 広瀬彩海 Birthday Event 2023 ～to sea～（2023年8月20日、LOFT9 Shibuya）
- 広瀬彩海のハッピールーム ～002号室～（2023年9月2日、Naked Loft Yokohama）
- 恋ももちゃんがみんなに届けるトークライブ　～推ししか勝たん！届け！ハロプロ愛♡～（2023年10月8日、LOFT9 Shibuya）- スペシャルゲスト
- おと小草野球vsぼなーる野球部（2023年10月28日、城北野球場B面）- 始球式ゲスト
- 〜あやかちゃんとお酒を飲み隊〜広瀬彩海ファンクラブ限定公演（2023年11月25日、高円寺Pundit2）
- 広瀬彩海のハッピールーム ～003号室～（2023年12月24日、Naked Loft Yokohama）
- 広瀬彩海のハッピールーム ～004号室～（2024年2月10日、Naked Loft Yokohama）
- 安室奈美恵を語る会（2024年3月30日、Naked Loft Yokohama）- トークゲスト
- 広瀬彩海のハッピールーム ～005号室～（2024年4月21日、Naked Loft Yokohama）
- 広瀬彩海のハッピールーム ～006号室～（2024年7月6日、Naked Loft Yokohama）
- 広瀬彩海 BIRTHDAY EVENT 2024 ～Seaside Festa～ Vol.2（2024年8月10日、LOFT9 Shibuya）
- トークイベント【広瀬彩海とアイドルを語る会】（2024年8月20日、Naked Loft Yokohama）
- 広瀬彩海のハッピールーム ～007号室～（2024年10月20日、Naked Loft Yokohama）
- 広瀬彩海のハッピールーム ～008号室～（2025年1月5日、Naked Loft Yokohama）
- ～YOSHIKO先生ハロプロ振付25周年記念～【445Night vol.2】 day1（2025年2月21日、Veats Shibuya）
- ～YOSHIKO先生ハロプロ振付25周年記念～【445Night vol.2】 day2（2025年2月22日、Veats Shibuya）
- 広瀬彩海のハッピールーム Common Space（2025年4月27日、Naked Loft Yokohama）
- ～YOSHIKO先生ハロプロ振付25周年記念～【445Night vol.2】 お鑑賞会（2025年4月28日、初台HANARE）
- ～YOSHIKO先生ハロプロ振付25周年記念～【445Night vol.2】 お鑑賞会（2025年4月29日、初台HANARE）
- 広瀬彩海のハッピールーム ～009号室～（2025年6月1日、ROCK CAFE LOFT）
- ソラダチコレクション - トークゲスト（2025年7月3日、ROCK CAFE LOFT）
- 広瀬彩海 BIRTHDAY EVENT 2025 ～Season～（2025年8月3日、LOFT9 Shibuya）
- 広瀬彩海のハッピールーム ～010号室～（2025年8月9日、ROCK CAFE LOFT）

### ラジオ
- HELLO! DRIVE! -ハロドラ- 水曜レギュラー（2016年10月 - 2017年9月、Radio NEO）[31]
- HELLO! DRIVE! -ハロドラ- 木曜レギュラー（2017年10月 - 2019年6月、Radio NEO）[32]

### ウェブドラマ
- スカパー!朝のTwitterドラマ「#クリスマスが嫌い」（2019年12月23日 - 28日、スカパー!Twitter公式アカウント） - 主演

### インターネット番組
- notallミュージックトークライブ『 6U 』（2021年6月23日、wallop）[33]
- 『豪の部屋』広瀬彩海、順調すぎて怖かった…卒業や大学進学の話など。（2021年7月20日、SHOWROOM）

### 映画
- 映画版 JKニンジャガールズ（2017年7月17日公開、東映）[29][34] - 石川ラブリ 役

### ミュージック・ビデオ
- アンジュルム（26thシングル）「恋はアッチャアッチャ」 - 公式 アッチャアッチャ応援隊[動画 7]

### Web連載
- ホンシュルジュ（2015年10月 - 、株式会社リグネ）[35][36]

## 書籍

### 写真集
- 広瀬彩海・井上玲音(こぶしファクトリー)ミニ写真集『Greeting-Photobook-』（2017年1月14日、オデッセー出版）[37]

## 参加ユニット
- こぶしファクトリー（2015年 - 2020年）
- シャッフルユニット
  - ハロプロ・オールスターズ（2018年 - 2019年）
- team445（2025年 - ）